# Werner Siebarth
Werner Gustav Rudolph Siebarth (* 11. September 1907 in Reinickendorf bei Berlin; † 28. Februar 1976 in Detmold) war ein deutscher Historiker.

## Leben
Werner Siebarth wurde als Sohn des Mittelschullehrers Gustav Siebarth und dessen Ehefrau Martha 1907 in Reinickendorf geboren. Er besuchte ab 1914 das Lessing-Gymnasium in Berlin-Wedding und legte dort 1926 die Reifeprüfung ab. Danach begann er ein Studium der Geschichte, Germanistik, Englisch und Philosophie an der Friedrich-Wilhelms-Universität zu Berlin. 1931 promovierte Siebarth dort über den uckermärkischen Adel im 16. Jahrhundert bei Professor Willy Hoppe.
Am 1. Mai 1932 wurde Werner Siebarth Mitglied der NSDAP. 1934 veröffentlichte er eine Schrift mit Kernsätzen von Adolf Hitler, die in zehn Auflagen bis 1942 jährlich neu aufgelegt wurden.
1935 bewarb er sich im Berliner Stadtarchiv als Historiker mit einer Empfehlung des Reichskommissars Julius Lippert. Daraufhin wurde für ihn die Stelle eines Stadtchronisten bei der Ratsbibliothek geschaffen. Als solcher war er der verantwortliche Herausgeber der Stadtchroniken von 1936 bis 1938. Seit 1939 war er Regierungsrat in Reichsamt für Statistik in Berlin.
Um 1944/45 siedelte Siebarth mit seiner Ehefrau und den Töchtern in den niedersächsischen Kreis Gifhorn über. Dort war er vor allem als Privatlehrer tätig, da er keine Anstellung im öffentlichen Dienst mehr fand. Siebarth veröffentlichte nun Texte zur niedersächsischen und Berliner Regionalgeschichte, später auch wieder zur uckermärkischen Geschichte.

## Publikationen
Monographien
- Werner Siebarth: Der uckermärkische Adel zur Zeit Joachims II. Dissertation Berlin 1931, Druck Prenzlau 1932
- Hitlers Wollen. Kernsätze aus seinen Reden und Schriften. Verlag der NSDAP, Franz Eher Nachf. Berlin 1934, 10. Auflage 1942
- Chronik der Stadt Berlin, 1936, 1937, 1938 (1939), als Herausgeber

Aufsätze
Außerdem veröffentlichte Werner Siebarth einige historische Aufsätze, vor allem zur uckermärkischen Geschichte.